# Single numer jeden w roku 2005 (Japonia)
Notowanie Weekly Singles Chart (jap. 週間シングルチャート Shūkan Shinguru Chāto) przedstawia najlepiej sprzedające się single w Japonii. Publikowane jest ono przez magazyn Oricon Style, a dane kompletowane są przez Oricon w oparciu o cotygodniowe wyniki sprzedaży fizycznej singli. Poniżej znajdują się tabele prezentujące najpopularniejsze single w danych tygodniach w roku 2005.

## Oricon Weekly Singles Chart
| Data            | Singel                                                                 | Wykonawca                    | Źródło |
| --------------- | ---------------------------------------------------------------------- | ---------------------------- | ------ |
| 3 stycznia      | „Anniversary”                                                          | KinKi Kids                   | [ 1 ]  |
| 10 stycznia     | wstrzymanie publikacji                                                 | wstrzymanie publikacji       | [ 1 ]  |
| 17 stycznia     | „Anniversary”                                                          | KinKi Kids                   | [ 1 ]  |
| 24 stycznia     | „Killing Me”                                                           | L’Arc-en-Ciel                | [ 1 ]  |
| 31 stycznia     | „Tomodachi e ~Say What You Will~” (jap. 友だちへ〜Say What You Will〜) | SMAP                         | [ 1 ]  |
| 7 lutego        | „Fantastipo” (jap. ファンタスティポ)                                   | Toraji Haiji                 | [ 1 ]  |
| 14 lutego       | „Fantastipo” (jap. ファンタスティポ)                                   | Toraji Haiji                 | [ 1 ]  |
| 21 lutego       | „Hatsukoi ressha” (jap. 初恋列車)                                      | Kiyoshi Hikawa               | [ 1 ]  |
| 28 lutego       | „Sakura” (jap. さくら)                                                 | Ketsumeishi                  | [ 1 ]  |
| 7 marca         | „* ~Asterisk~” (jap. *〜アスタリスク〜)                                | Orange Range                 | [ 1 ]  |
| 14 marca        | „* ~Asterisk~” (jap. *〜アスタリスク〜)                                | Orange Range                 | [ 1 ]  |
| 21 marca        | „Ai no bakudan” (jap. 愛のバクダン)                                    | B’z                          | [ 1 ]  |
| 28 marca        | „Cherish” (jap. チェリッシュ)                                          | NEWS                         | [ 1 ]  |
| 4 kwietnia      | „Sakura sake” (jap. サクラ咲ケ)                                        | Arashi                       | [ 1 ]  |
| 11 kwietnia     | „DO THE MOTION”                                                        | BoA                          | [ 1 ]  |
| 18 kwietnia     | „New World” (jap. 世界)                                                | L’Arc~en~Ciel                | [ 1 ]  |
| 25 kwietnia     | „Bokutachi no yukue” (jap. 僕たちの行方)                               | Hitomi Takahashi             | [ 1 ]  |
| 2 maja          | „STEP you/is this LOVE?” (jap. 世界)                                   | Ayumi Hamasaki               | [ 1 ]  |
| 9 maja          | „STEP you/is this LOVE?” (jap. 世界)                                   | Ayumi Hamasaki               | [ 1 ]  |
| 16 maja         | „Kamen/Mirai kōkai” (jap. 仮面/未来航海)                               | Tackey & Tsubasa             | [ 1 ]  |
| 23 maja         | „SMILY/Biidama” (jap. SMILY/ビー玉)                                    | Ai Ōtsuka                    | [ 1 ]  |
| 30 maja         | „Jojōshi” (jap. 叙情詩)                                                | L’Arc~en~Ciel                | [ 1 ]  |
| 6 czerwca       | „Love Parade” (jap. ラヴ・パレード)                                    | Orange Range                 | [ 1 ]  |
| 13 czerwca      | „Love Parade” (jap. ラヴ・パレード)                                    | Orange Range                 | [ 1 ]  |
| 20 czerwca      | „Onegai! Senorita” (jap. お願い!セニョリータ)                          | Orange Range                 | [ 1 ]  |
| 27 czerwca      | „Birōdo no yami” (jap. ビロードの闇)                                   | KinKi Kids                   | [ 1 ]  |
| 4 lipca         | „UTAO-UTAO”                                                            | V6                           | [ 1 ]  |
| 11 lipca        | „Yojigen our Dimensions” (jap. 四次元 Four Dimensions)                 | Mr. Children                 | [ 1 ]  |
| 18 lipca        | „Yojigen our Dimensions” (jap. 四次元 Four Dimensions)                 | Mr. Children                 | [ 1 ]  |
| 27 czerwca      | „TEPPEN”                                                               | NEWS                         | [ 1 ]  |
| 1 sierpnia      | „SCREAM”                                                               | Glay×Exile                   | [ 1 ]  |
| 8 sierpnia      | „BANG! BANG! Vacance!” (jap. BANG! BANG! バカンス!)                    | SMAP                         | [ 1 ]  |
| 15 sierpnia     | „fairyland” (jap. 世界)                                                | Ayumi Hamasaki               | [ 1 ]  |
| 22 sierpnia     | „OCEAN” (jap. 世界)                                                    | B’z                          | [ 1 ]  |
| 29 sierpnia     | „vestige” (jap. vestige -ヴェスティージ-)                              | T.M.Revolution               | [ 1 ]  |
| 5 września      | „Kizuna” (jap. キズナ)                                                 | Orange Range                 | [ 1 ]  |
| 12 września     | „GLAMOROUS SKY”                                                        | NANA starring MIKA NAKASHIMA | [ 1 ]  |
| 19 września     | „GLAMOROUS SKY”                                                        | NANA starring MIKA NAKASHIMA | [ 1 ]  |
| 26 września     | „HEAVEN”                                                               | Ayumi Hamasaki               | [ 1 ]  |
| 3 października  | „Planetarium” (jap. プラネタリウム)                                    | Ai Ōtsuka                    | [ 1 ]  |
| 10 października | „Be My Last” (jap. 世界)                                               | Hikaru Utada                 | [ 2 ]  |
| 17 października | „COUNTDOWN”                                                            | Hyde                         | [ 3 ]  |
| 24 października | „Orange”                                                               | V6                           | [ 4 ]  |
| 31 października | „Suki sugite baka mitai” (jap. 好きすぎて バカみたい)                  | DEF.DIVA                     | [ 5 ]  |
| 7 listopada     | „POP STAR”                                                             | Ken Hirai                    | [ 6 ]  |
| 14 listopada    | „Seishun Amigo” (jap. 青春アミーゴ)                                    | Shūji to Akira               | [ 7 ]  |
| 21 listopada    | „Seishun Amigo” (jap. 青春アミーゴ)                                    | Shūji to Akira               | [ 8 ]  |
| 28 listopada    | „WISH”                                                                 | Arashi                       | [ 9 ]  |
| 5 grudnia       | „Triangle”                                                             | SMAP                         | [ 10 ] |
| 12 grudnia      | „Bold&Delicious/Pride”                                                 | Ayumi Hamasaki               | [ 11 ] |
| 19 grudnia      | „you”                                                                  | Kumi Kōda                    | [ 12 ] |
| 26 grudnia      | „Tada... aitakute” (jap. ただ…逢いたくて)                              | Exile                        | [ 13 ] |